# حظر عناوين بروتوكول الإنترنت

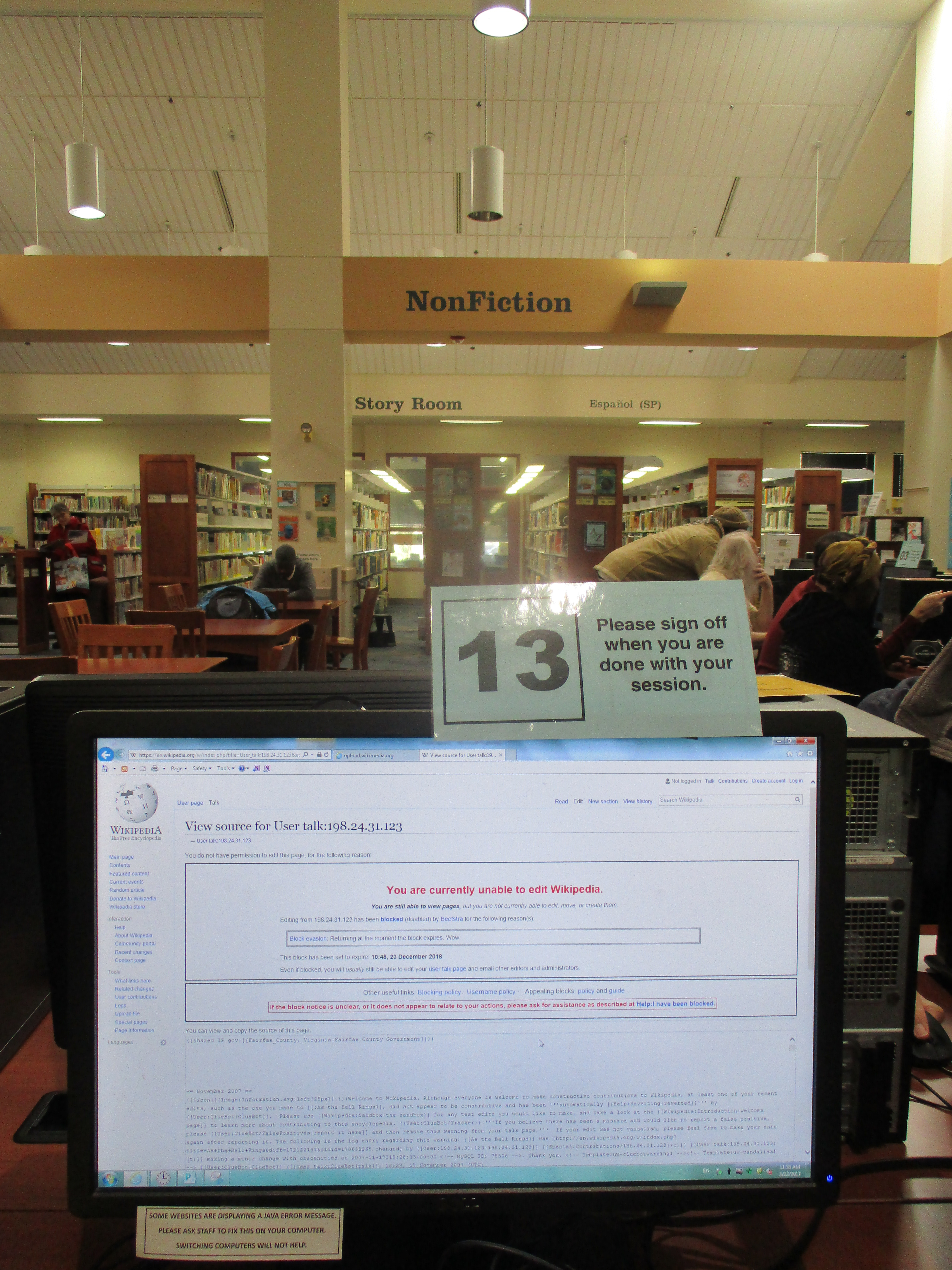
حظر عناوين IP هو مجموعة إعدادات لخدمة عبر الشبكة تكون نتيجتها حظر طلبات مصدرها عناوين IP معينة.

حظر عناوين IP هو مجموعة إعدادات لخدمة عبر الشبكة تكون نتيجتها حظر طلبات مصدرها عناوين IP معينة. يتم استخدام الحظر وفق لعنوان IP بشكل شائع للحماية من هجمات القوة العمياء وكذا منع الوصول عن طريق عنوان معطّل.
يمكن استخدام حظر عنوان IP لتقييد الوصول من أو إلى منطقة جغرافية معينة، على سبيل المثال ، مشاركة المحتوى في منطقة معينة.

## كيف يعمل
يخصص لكل جهاز متصل بالإنترنت عنوان IP فريد، وهو أمر ضروري لتمكين الأجهزة من الاتصال ببعضها البعض. باستخدام البرنامج المناسب على موقع مستضيف الخدمة، يمكن تسجيل عنوان IP لزائر الموقع واستخدامه أيضًا لتحديد موقعه الجغرافي.
يسمح تسجيل عنوان IP ، على سبيل المثال، بمراقبة ما إذا كان شخص ما قد زار الموقع من قبل، أو شارك في تصويت أكثر من مرة، وكذلك لمراقبة نمط المشاهدة الخاص به، والمدة التي مرت منذ قيامهم بأي نشاط على الموقع، إضافة لاستعمالات أخرى.
تسمح معرفة الموقع الجغرافي للزائر، إلى جانب معلومات أخرى، بتحديد بلده. ما يمكن في بعض الحالات، من حظر الطلبات الواردة من بلد معين أو الرد عليها كليا. استخدم الحجب الجغرافي، على سبيل المثال، لاستهداف عناوين IP نيجيرية للاعتقاد بأن جميع الأعمال الناشئة من هذا البلد هدفها الاحتيال، ما جعل من الصعب للغاية على الشركات المشروعة الموجودة في هذا البلد من التفاعل مع نظرائهم في بقية أنحاء العالم.
قد يتحايل مستخدمو الإنترنت على الحظر الجغرافي والرقابة وحماية الهوية الشخصية وموقع تواجدهم والبقاء مجهولين على الإنترنت باستخدام اتصال عبر VPN.
عملية التخصيص الديناميكي لعناوين IP التي يقوم بها مزودو خدمة الإنترنت قد تعقد مسألة حظر عنوان IP الوارد، ما يجعل من الصعب حظر مستخدم معين دون حظر العديد من عناوين IP (كتل من نطاقات عناوين IP)، فينتج حدوث أضرار جانبية.

## التحايل
يمكن استخدام الخوادم الوكيلة وطرق أخرى لتجاوز حظر حركة المرور من عناوين IP. ومع ذلك، تتوفر استراتيجيات لمكافحة الوكلاء. عادة ما تحصل الأجهزة توجيه الإنترنت الخاصة بالمستهلك على عنوان IP عام جديد عند الطلب من مزود خدمة الإنترنت باستخدام تجديد عقد الإيجار DHCP. ما يسمح بالتحايل على منع عناوين IP الفردية، ولكن يمكن مواجهة ذلك بحظر نطاق عناوين IP التي يوفرها مزود خدمة الإنترنت ، والتي عادة ما تكون بادئة عنوان IP مشترك. ومع ذلك ، قد يؤثر ذلك على المستخدمين الشرعيين من نفس مزود خدمة الإنترنت الذين لديهم عناوين IP في نفس النطاق.